# Allods Online
Аллоды Онлайн (укр. Аллоди Онлайн), також поширюється як Allods Online — російська багатокористувацька онлайнова рольова гра в жанрі фентезі, що продовжує ігрову серію Аллоды, але вже в масштабі MMORPG. Гру розробляє студія Allods Team, але з 2019 року половина команди й сама гра перейшла під крило IT Territory. На території Росії оперує компанія VK. Відкритий бета-тест гри було відкрито 15 жовтня 2009 року. Повноцінний реліз відбувся 21 жовтня 2010 року.
Аллоды Онлайн офіційно запущені в Російській Федерації, Європейському Союзі, Туреччині.

## Ігровий процес
Комбінований ігровий процес — поряд зі стандартним класичним для MMORPG-жанру ігровими активностями (битвами з монстрами, виконанням завдань, покращенням характеристик свого персонажа тощо) в Аллоды Онлайн існують так звані астральні подорожі на власних кораблях. За початковою концепцією астральні кораблі мали пропонуватися трьох видів — від одномісних «яхт» до кланових «галеонів», але найпоширенішим мав стати груповий корабель, розрахований приблизно на 6 гравців. На другій стадії ЗБТ розробники повністю відмовилися від одномісних кораблів, заявивши, що вони суперечать концепції гри. В цей час існують лише групові кораблі, що вміщують команду з шести гравців. А проте, досвідчені гравці можуть літати поодинці, але такі польоти набагато складніші й небезпечніші за політ групою. При виході в Астрал треба бути готовим до різних несподіванок: як до небезпечних проявів самого Астрала (магічні аномалії, викривлення простору, астральні бурі тощо), і до PvE — і PvP-битв в Астралі.

## Особливості гри
Багато елементів у грі відсилають до конкретних історичних періодів розвитку, як вважають розробники, російської держави. Можна відзначити архітектуру деяких будов, характерну для певних періодів розвитку так званої Росії. Наприклад, Канія нагадує про Київську Русь, а Хадаган — явний натяк на Радянський Союз.
Ліга — це свого роду Новгородське князівство. Великі міста тут рідкість. Мешканці люблять крихітні села далеко від портів і цивілізації. Декілька хатин, зелений луг — у Канії тихо й спокійно. Вітер похитує берізки, мешканці стоять біля своїх будиночків.
В Імперії можна знайти й пам'ятники вождям, і радний зал, і величезні фонтани біля урядових будівель. Скрізь знаходяться посилання на СРСР.
Існують також інші посилання на історичні та культурні явища сучасної дійсності. Наприклад, раса орків в Аллоды Онлайн з одного боку, являє собою класичних для жанру «фентезі» створінь — великих, брутальних чудовиськ, але з іншого — орки в Аллоды Онлайн грають у футбол, б'ючи гобліна, і носять шарфи, забарвленням що нагадують символіку футбольних клубів — тобто є відсиланням до субкультури футбольних хуліганів.

## Умовно-безплатне програмне забезпечення
Існують ігрові сервери з бізнес-моделлю free-to-play, коли сама гра абсолютно безкоштовна (як клієнт гри, так і ігровий час, тобто відсутня абонентська плата), однак є магазин магазину «Лавка Рідкостей», в якому користувачі можуть придбати деякі внутрішньоігрові бонуси.
Ряд предметів з «Лавки Рідкостей», наприклад «руни» і «п'ятий ступінь заступництва», дозволяють помітно посилити гравця.
Інші предмети призначені для прискорення розвитку персонажа (наприклад, сувої досвіду та репутації), а також для покращення не бойових параметрів персонажа (сумки та сейфи збільшених розмірів, предмети для професій, торгівлі тощо), предмети, що підсилюють тимчасово характеристики персонажа (зілля), і деякі засоби переміщення.
Ряду товарів з «Лавки Рідкостей» є альтернатива в грі, крім того, власники регулярно проводять різноманітні акції, за участю в яких є шанс отримати якийсь приз (аналогів якому немає ні в грі, ні в «Лавці Рідкостей»), або втішний приз. Для гравців, які рідко відвідують гру, власниками гри розсилаються подарунки, розмір яких залежить від часу відсутності в грі.
Проте гравцям, які не вкладають коштів у гру або потроху, слід пам'ятати, що їм буде складніше отримати доступ до всього контенту гри. Набрати належний рівень екіпірування без помітних вкладень у «Лавку Рідкостей» або без допомоги добре екіпірованих друзів буде дуже складно, і це триватиме тривалий час. Також ряд рейдових пригод буде недоступний, тому що пройти ці пригоди зможуть лише добре екіпіровані гравці. Також їм буде складніше вести гру в різного роду PVP активності, в яких на результат гри серйозно впливає не лише рівень екіпірування, а й різноманітні бонуси, придбані за кристали.
У столиці кожної фракції розташовується спеціальний персонаж, що дозволяє обмінювати внутрішньоігрову валюту (золото) на кристали й назад. Курс обміну формується динамічно. За інформацією від розробників, коливання курсу прив'язані до загальної кількості скоєних угод на сервері. На осінь 2019 року середній курс становив 22000 золотих монет за 1 кристал.

## Передплатна модель поширення
15 січня 2013 року було відкрито перший передплатний сервер гри — «Нитка Долі».
Ігровий клієнт безкоштовний, однак для отримання доступу до ігрового процесу гравцю необхідно оформити передплату (бізнес-модель розповсюдження pay-to-play).
Передплата оформляється лише на місяць. Варіантів передплати на менший термін не передбачено.
На сервері відсутній внутрішньоігровий магазин «Лавка Рідкостей» і, як наслідок, можливість придбання додаткових платних послуг. Однак частину товарів з даного магазину гравці можуть отримати в процесі гри, або придбати за ігрову валюту у спеціальних персонажів.
У березні 2022 року, у зв'язку з російським вторгненням в Україну, американська компанія Blizzard вийшла з Росії, і як наслідок — неможливість оплатити підписку в World of Warcraft, у грі Аллоды Онлайн протягом місяця екстрено відкриті ще 4 передплатні сервери.

## Сюжет
Тисячі років тому Сарнаут був квітучою планетою. Люди, що населяли його, та представники інших рас розвивали ремесла, обробляли землі, вели торгівлю, воювали — словом, вели звичайне життя. Великий Катаклізм, що розколов світ на аллоди, назавжди змінив звичний уклад. До Катаклізму існувало кілька континентів, що відрізняються один від одного як кліматом, так і представленими на них расами та державами. Одним із головних континентів був Йул — найбільший з континентів і найгустонаселеніший. Географічно Йул розташовувався у південній та північній півкулях планети, на його території були представлені майже всі кліматичні пояси. Саме на Йулі виникли перші осередки цивілізації людей. Одна з перших держав людей була створена представниками племені джунів. Ця велика імперія існувала багато років, доки не була знищена древнім Прокляттям. Причини загибелі джунів довгий час були предметом запеклих суперечок істориків, та й зараз, коли оприлюднено «Одкровення Тка-Ріка» (останнього з джунів) чимало перебуває тих, хто не хоче вірити в «демонічну» версію загибелі цього народу.

### Держави

#### Імперія
- Об'єднання, очолюване Хадаганом, ставить загальне благо понад приватне.
- Засноване Великим Магом Незебом.
- Управляється ставлеником Незеба — Яскером[7].
- Прототипом під час створення послужив СРСР.

|                                                            | Росія радянська, об'єднана жорстким керівником, що стоїть на чолі, яка індустріальна, де кожна людина готова принести себе в жертву заради великого блага своєї батьківщини. Це вірно і для канійців, але вони борються кожен за щось своє і на благо єдиної Канії, а тут благо своєї держави знаходиться на чолі — держава більша, ніж окрема людина. Як наслідок, вона тоталітарніше. |
| — Олександр Мішулін, ігровий дизайнер, креативний директор | |

#### Ліга
- Очолювання Канією об'єднання проголошує особистісну свободу[3].
- Засноване Великим Магом Тенсесом.
- Кожен аллод має власних правителів.
- Очолюють Лігу — Великий Маг Кватоха і Глава Конклава Айденус, інші члени Конклаву Великих Магів Ліги: Сміяна і Богша, а також Рада Намісників: Голова Ради Воїсвіт Залізний, Намісник Форокса Іван Подвижник і Намісник Умойра Сміяна[9].
- Прототипом під час створення послужила Новгородське князівство.

|                                                            | Росія, яка могла б бути такою, якби ми пішли шляхом більшої торгівлі, ще з історичних часів у нас, наприклад, не було б такого сильного супротивника, як татаро-монгольське ярмо, яке змусило нас об'єднатися і протистояти йому, а ми б залишилися набором удільних князівств, що торгують один з одним, зрідка ворогують, що найчастіше перебувають у дружніх відносинах, процвітала б торгівля, ремісництво, і ми б розвивалися як співтовариство торгуючих держав (те, що стало із західною Європою багато в чому) — більш демократична, вільна держава, яка побудована на свободі кожної людини, на природних ресурсах, багатстві, торгівлі. |
| — Олександр Мішулін, ігровий дизайнер, креативний директор | |

|                             | Цей конфлікт між двома державами, він стрижневий, основний для нашої гри, тому що він продовжується і зараз. Під час «катаклізму» зі зрозумілих причин він стих, тепер знову розгорівся з новою силою. |
| — Сергій Величко, сценарист | |

|                                                            | Брали все з вулиць, із Москви. Канія це Червона площа, церкви всі старі, старі провулки на кшталт старого арбату. Ханган це ВДНГ, метрополітен, сталінський монументалізм, все в такому дусі. Орки це жителі спальних районів (Отрадного, наприклад), просто робітники. |
| — Олександр Горбатюк, керівник команди розробки персонажів | |

|                                                            | Ельфи уособлюють красу, гламур, те життя, яке ми представляємо за воротами Рубльовки. |
| — Олександр Мішулін, ігровий дизайнер, креативний директор |                                                                                       |

## Розробка
Аллоды Онлайн — продовження ігрової серії Аллоды, розробником якої була студія Nival Interactive. Перша гра серії, Аллоды: Печать тайны, була випущена в 1998 році й стала першим в історії російської ігрової індустрії комерційним проєктом, що вийшов на західному ринку (за назвою Rage of Mages). Аллоды II: Повелитель душ (1999) і Проклятые земли (грудень 2000) закріпили успіх лінійки на західних ринках і дали життя безлічі неофіційних модифікацій і доповнень.
У 2006 році на базі студії-розробника Nival Interactive було створено компанію Nival Online (згодом Astrum Nival), яка фокусувалася вже лише на онлайн-іграх. Аллоды Онлайн стали першою власною розробкою компанії Nival Online.
У грудні 2009 року Mail.ru оголосила про покупку 100% акцій компанії Astrum Online Entertainment. Таким чином, фактичним власником гри стала Mail.ru Games.
4 серпня 2015 року студія Allods Team анонсувала глобальні зміни в розрахованій на багато користувачів гри Аллоды Онлайн. Починаючи з осені, гра змінить напрямок розвитку, що, своєю чергою, торкнеться системи екіпірування, характеристики, класи та багато іншого. У версії 7.0 розробники вирішили відмовитися від старого процесу створення та підвищення якості екіпірування за допомогою покращувачів. Відтепер усі предмети можна буде отримати у готовому вигляді, забравши як трофей після вбивства монстра або створивши у кузні. Завдяки цьому шанувальникам PvP-битв не доведеться витрачати час на рядові пригоди, а новачки зможуть дістати хороше екіпірування навіть в одиночних активностях. На нових предметах з'явиться 24 додаткові характеристики, які будуть використовуватись у специфічних ситуаціях. Крім того, в рамках оновлення 7.0 буде проведено наймасштабніше перероблення класів в історії Аллоды Онлайн: всі вони будуть приведені до єдиних принципів.

## Класи персонажів
Існує одинадцять класів персонажів. Вибір однієї з ігрових рас додає ряд особливостей обраного класу. Кожен клас представлений двома, іноді однією, расою з кожною зі сторін. В оновленні 5.0 з'явився новий клас – Інженер. В оновленні 6.0 з'явилася нова раса, спільна для Ліги та Імперії – Прайдени. В оновленні 8.0 з'явилася раса Аедів, загальна для Ліги та Імперії. В оновленні 9.0 з'явився новий клас – Демонолог.
| Раса/Клас | Канійці  | Ельфи        | Гібберлінги | Хадаганці   | Повсталі   | Орки      | Аеди         |
| --------- | -------- | ------------ | ----------- | ----------- | ---------- | --------- | ------------ |
| Воїн      | Ратник   | —            | Вояки       | Солдат      | —          | Боєць     | Преторіанець |
| Храмовник | Витязь   | Паладін      | —           | Комісар     | —          | Каратель  | Прелат       |
| Розвідник | Лучник   | —            | Плазуни     | Диверсант   | —          | Головоріз | Сагвттарвй   |
| Жрець     | Священик | Капелан      | —           | Політрук    | Настоятель | —         | Теург        |
| Чарівник  | Чародій  | Магістр      | —           | Фахівець    | Заклинач   | —         | Гоет         |
| Язичник   | Друїд    | —            | Знахарі     | Єгер        | —          | Шаман     | —            |
| Містик    | Мудрець  | Оракул       | Провидці    | Адепт       | Мислитель  | Тиран     | Авгур        |
|           |          |              |             |             |            |           |              |
| Некромант | Чаклун   | Чорнокнижник | —           | Реаніматор  | Цілитель   | —         | —            |
|           |          |              |             |             |            |           |              |
| Бард      | Скальд   | Скальд       | —           | Агітатор    | —          | Гастролер | Орфей        |
| Інженер   | Механік  | —            | Каноніри    | Конструктор | Винахідник | —         | —            |
| Демонолог | Єретик   | Метаморф     | —           | Окультист   | Гомункул   | —         | Кабаліст     |

## Переродження
У грі є можливість вибрати інші класи для переродження з прабатька (основного персонажа), додаються нові здібності від класу прабатька, переродженню відразу, а прабатькові від переродження після досягнення максимального рівня персонажа. Сюжет для переродження починається із 4 рівня без проходження початкової пригоди. Основні внутрішньоігрові цінності (руни, 5 заступництво, транспорт, астральний корабель (зокрема та його поліпшення) тощо з «Лавки Рідкостей» доступні переродженню передані прабатьком.

## Музика
Музичні теми, що звучать в Аллоды Онлайн, створені Владиславом Ісаєвим — творцем електронного проєкту Scann-Tec, композитором Марком Морганом — автором музики до перших двох частин серії Fallout і Planescape: Torment і Михайлом Костильовим (Lind Erebros) також відомий саундтреком для гри King's Bounty: The Legend.
Повноцінний симфонічний саундтрек для нової версії Аллоды Онлайн було записано силами Центрального симфонічного оркестру Міністерства оборони Росії та Академічного великого хору (керівник та диригент — Борис Тараканов).

## Нагороди
- Найкраща online гра КРІ-2008
- Найкраща гра КРІ-2009
- Приз глядацьких симпатій КРІ-2009
- Найкраще звукове оформлення КРІ-2012